# Centre technique national de Sidi Moussa
Pour les articles homonymes, voir Sidi Moussa et CTN.
Le Centre technique national de Sidi Moussa, en abrégé CTN (en arabe : المركز التقني الوطني) est un centre de formation algérien spécialisé dans le football, ouvert en 2012 et administré par la Fédération algérienne de football (FAF). 
Il est situé à Sidi Moussa, au cœur des vergers à 30 kilomètres au sud est d'Alger. Il est accessible depuis  l'autoroute Zéralda-Boudouaou.

## Histoire
Le 27 décembre 2003, la première pierre du Centre technique national est posée par le Président de la République, Abdelaziz Bouteflika, a connu après son achèvement des contraintes administratives et juridiques qui ont retardé son ouverture. 
Le 1er mai 2012, le Centre technique national de Sidi Moussa est inauguré par le président de la République, Abdelaziz Bouteflika.

## Structures
Le Centre technique national de Sidi Moussa occupe une surface de 6 hectares. 
- Installations sportives :
  - 1 terrain en gazon naturel « Équipe du FLN » destiné à l'Équipe d'Algérie.
  - 2 terrains en pelouse artificielle.
  - 10 vestiaires
  - 1 salle de musculation
  - De multiples parcours de footing au cœur de la forêt

- Installations médicales

Le CTN abrite un centre médical pour le suivi des sportifs mais aussi la prise en charge des blessures.
- Rééducation
  - 2 salles d'efforts avec tapis et rouleaux
  - 3 salles de consultation
  - 2 salles de kinésithérapie
  - 1 salle de musculation
  - 1 salle d'étirements
  - 1 salle de radiologie
  - 2 appareils isocinétiques (renforcement musculaire et dépistage de déséquilibres)

- Balnéothérapie
  - 1 piscine de rééducation
  - 1 piscine de froid
  - 2 baignoires de récupération
  - 1 couloir de jets
  - 1 hammam
  - 1 sauna
  - 1 jacuzzi

- Restauration

La restauration adaptée aux sportifs en libre-service (200 couverts en 1 service), en buffet ou en service à table, propositions de menus diététiques ou gastronomiques en salle à manger. 
- Hébergement

Le Centre technique national dispose d'un bloc d'hébergement VIP de 5 suites, doté d'une salle de restauration d'une capacité de 40 couverts. 
Un bloc d'hébergement de 25 chambres dotés d'une salle de restauration de 200 couverts et deux salles de loisirs « Hôtel Les Fennecs » pour les équipes d'Algérie A, A’, U23 et féminine.
Un bloc d'hébergement d'une capacité de 64 lits « Hôtel docteur Maouche » pour les équipes d'Algérie de jeunes catégories. 
- Espaces de réunions
  - 3 salles de réunion de 8 à 30 places comportant toutes un équipement audiovisuel complet (vidéoprojecteur, écran TV ou interactif)
  - 1 auditorium d'une capacité de 120 places assises, équipé de vidéoprojecteur
  - 1 centre de documentation spécialisé